# Les Biches
Les Biches is een Franse dramafilm uit 1968 onder regie van Claude Chabrol.

## Verhaal
De rijke, aantrekkelijke Frédérique leert in Parijs de straatartieste Why kennen. Frédérique neemt Why mee naar haar villa in Saint-Tropez, die wordt bewoond door twee homo's. Beide vrouwen worden verliefd op de architect Paul Thomas. Why beweert echter dat ze niet geïnteresseerd is in Paul en Frédérique nodigt hem vervolgens uit om bij hen in te trekken.

## Rolverdeling
| Acteur                 | Personage     |
| ---------------------- | ------------- |
| Stéphane Audran        | Frédérique    |
| Jacqueline Sassard     | Why           |
| Jean-Louis Trintignant | Paul Thomas   |
| Nane Germon            | Violetta      |
| Serge Bento            | Boekhandelaar |
| Henri Attal            | Robèque       |
| Dominique Zardi        | Riais         |